# نشان ملی دانمارک
نشان ملی پادشاهی دانمارک که نخست در ۱۱۹۰ میلادی طراحی شد و سپس با اصلاحاتی در سال ۱۸۱۹ میلادی به شکل امروزین درآمد سه شیر آن از نشان والدمار دوم پادشاه دانمارکی نشات می گیرد و گفته شده نه قلب موجود در آن در واقع نیلوفر زرد بوده که بعدها به صورت قلب در آمده است

## نگارخانه

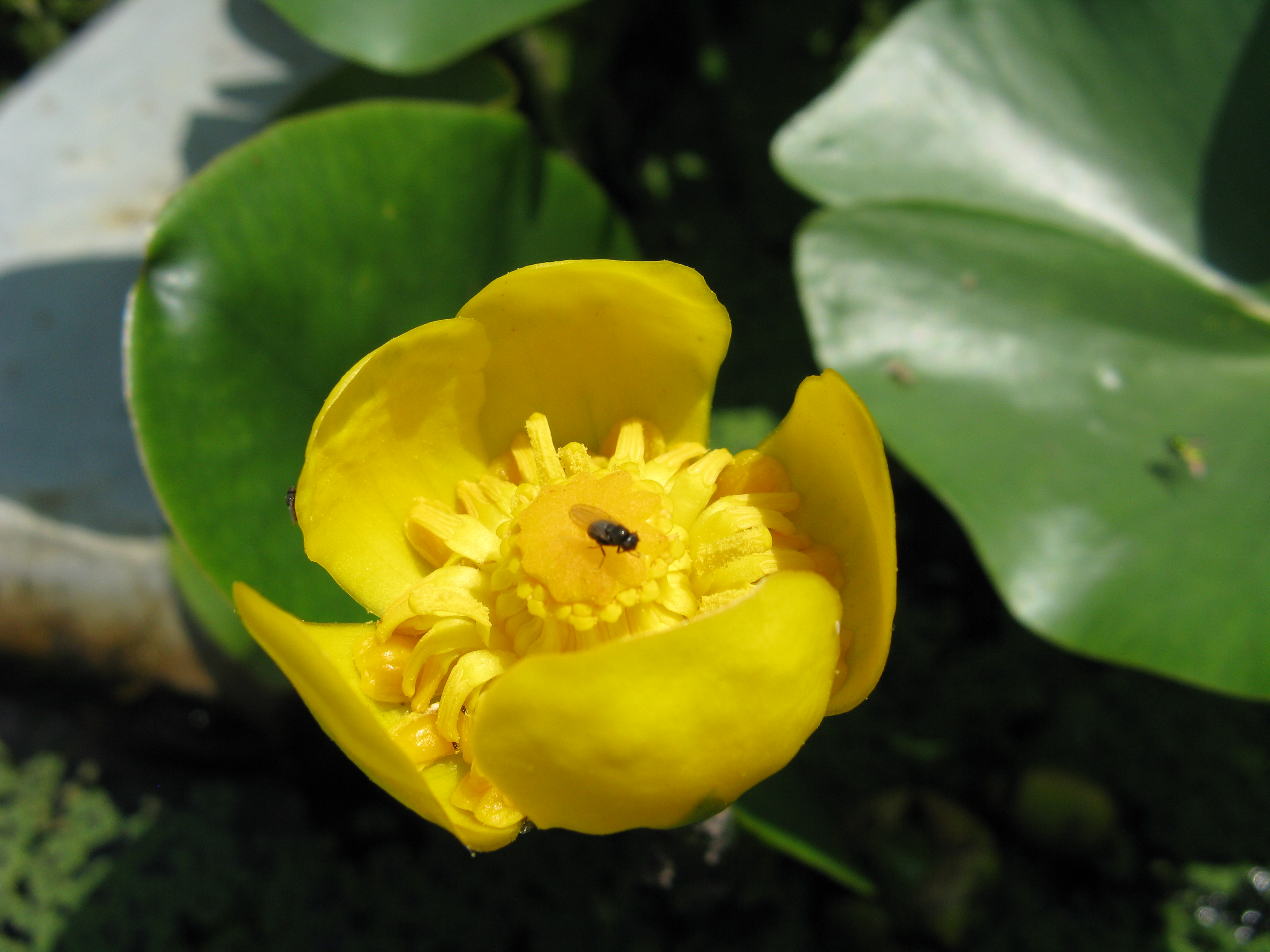
نیلوفر زرد